# Yuka Iguchi
Pour les articles homonymes, voir Iguchi.
Yuka Iguchi (井口 裕香, Iguchi Yuka), née le 11 juillet 1988 à Tokyo, est une seiyū japonaise et une chanteuse de Tokyo. Elle est affiliée avec Office Osawa. Les rôles célèbres d'Iguchi sont notamment Tsukihi Araragi de la licence Monogatari, Maria Takayama dans Haganai, Tamaki Irie dans Majestic Prince, Miku Kohinata dans Symphogear et Mea Kurosaki dans To Love Ru Darkness.

## Rôles

### Anime
| Année | Titre                                                        | Rôle                                    |
| ----- | ------------------------------------------------------------ | --------------------------------------- |
| 2005  | Canvas 2: Niji Iro no Sketch                                 | Kawana Takatou                          |
| 2006  | Tokimeki Memorial Only Love                                  | Sakura Shinjō                           |
| 2007  | Bakugan Battle Brawlers                                      | Oberus/Oberon                           |
| 2007  | Bokurano                                                     | Mako Nakarai                            |
| 2007  | Idolmaster: Xenoglossia                                      | Haruka Amami                            |
| 2007  | Kenkō Zenrakei Suieibu Umishō                                | Chigusa Yasu                            |
| 2008  | A Certain Magical Index                                      | Index                                   |
| 2008  | Kamen no Maid Guy                                            | Naeka Fujiwara                          |
| 2008  | Kara no Kyōkai 6: Bōkyaku Rokuon                             | Shizune Seo                             |
| 2008  | Mai-Otome 0~S.ifr~                                           | M-9                                     |
| 2008  | True Tears                                                   | Aiko Andō                               |
| 2008  | Zero no Tsukaima: Princesses no Rondo                        | Irukuku                                 |
| 2009  | A Certain Scientific Railgun                                 | Index                                   |
| 2009  | Bakemonogatari                                               | Tsukihi Araragi                         |
| 2009  | Bakugan Battle Brawlers: New Vestroia                        | Oberus/Oberon                           |
| 2009  | Fairy Tail                                                   | Sherry Blendy, Sherria Blendy           |
| 2009  | Nyan Koi!                                                    | Kaede Mizuno                            |
| 2009  | Samurai Harem: Asu no Yoichi                                 | Kano, Masayuki, Ukyo Saginomiya (young) |
| 2009  | Shakugan no Shana-tan Revenge                                | Index-tan                               |
| 2009  | Shangri-La                                                   | Karin Ishida                            |
| 2010  | A Certain Magical Index II                                   | Index                                   |
| 2010  | Hime Chen! Otogi Chikku Idol Lilpri                          | Karen                                   |
| 2010  | Ichiban Ushiro no Dai Maō                                    | Yūko Hattori/Yuri Hoshino               |
| 2010  | Jewelpet Twinkle                                             | Tametorin, Toristein, Monica Sakura     |
| 2010  | Mayoi Neko Overrun!                                          | Chise Umenomori                         |
| 2010  | Otome Yōkai Zakuro                                           | Sakura                                  |
| 2010  | Sekirei: Pure Engagement                                     | Oriha                                   |
| 2010  | Tamayura                                                     | Norie Okazaki                           |
| 2010  | Yumeiro Patissiere SP Professional                           | Linda Parker                            |
| 2011  | Haganai                                                      | Maria Takayama                          |
| 2011  | Chibi Devi!                                                  | Honoka Sawada                           |
| 2011  | Fractale                                                     | Enri Granitz                            |
| 2011  | Mayo Chiki!                                                  | Konoe Subaru                            |
| 2011  | Ro-Kyu-Bu!                                                   | Maho Misawa                             |
| 2011  | Tamayura: Hitotose                                           | Norie Okazaki                           |
| 2012  | A Channel +smile                                             | Keiko                                   |
| 2012  | Ano Natsu de Matteru                                         | Chiharu Arisawa                         |
| 2012  | Arata-naru Sekai                                             | Hoshigaoka                              |
| 2012  | Smile PreCure!                                               | Smile Pact                              |
| 2012  | Girls und Panzer                                             | Mako Reizei                             |
| 2012  | Hayate the Combat Butler: Can't Take My Eyes Off You         | Ruri Tsugumi                            |
| 2012  | Nekomonogatari (Kuro)                                        | Tsukihi Araragi                         |
| 2012  | Nisemonogatari                                               | Tsukihi Araragi                         |
| 2012  | Sankarea: Undying Love                                       | Mero Furuya                             |
| 2012  | Senki Zesshō Symphogear                                      | Miku Kohinata                           |
| 2012  | To Love Ru Darkness                                          | Mea Kurosaki                            |
| 2012  | Touhou Musou Kakyou: A Summer Days Dream 2                   | Tewi Inaba                              |
| 2012  | Zero no Tsukaima F                                           | Irukuku                                 |
| 2013  | A Certain Magical Index: The Movie – The Miracle of Endymion | Index                                   |
| 2013  | Haganai NEXT                                                 | Maria Takayama                          |
| 2013  | Devil Survivor 2: The Animation                              | Otome Yanagiya                          |
| 2013  | Monogatari Series Second Season                              | Tsukihi Araragi                         |
| 2013  | Ro-Kyu-Bu! SS                                                | Maho Misawa                             |
| 2013  | Senran Kagura                                                | Hibari                                  |
| 2013  | Strike the Blood                                             | Astarte                                 |
| 2013  | The World God Only Knows: Goddesses Arc                      | Tsukiyo Kujō, Vulcan,                   |
| 2013  | Encouragement of Climb                                       | Aoi Yukimura                            |
| 2013  | Senki Zesshō Symphogear G                                    | Miku Kohinata                           |
| 2014  | Sakura Trick                                                 | Yū Sonoda                               |
| 2014  | No Game No Life                                              | Kurami Zell                             |
| 2015  | Is It Wrong to Try to Pick Up Girls in a Dungeon?            | Hitachi Chigusa                         |
| 2015  | Kantai Collection                                            | Kaga, Tone sisters                      |
| 2015  | Seraph of the End                                            | Mitsuba Sangū                           |
| 2015  | To Love Ru Darkness 2nd                                      | Mea Kurosaki                            |
| 2015  | Senki Zesshō Symphogear GX                                   | Miku Kohinata                           |
| 2015  | Seraph of the End: Battle in Nagoya                          | Mitsuba Sangū                           |
| 2015  | Valkyrie Drive: Mermaid                                      | Mirei Shikishima                        |
| 2015  | Rakudai kishi no cavalry                                     | Nene Saikyō                             |
| 2016  | Phantasy Star Online 2: The Animation                        | Tia                                     |
| 2016  | Flying Witch                                                 | Anzu Shiina                             |
| 2016  | Regalia: The Three Sacred Stars                              | Naru Arisaka                            |
| 2016  | Lostorage incited WIXOSS                                     | Chinatsu Morikawa                       |
| 2016  | Keijo!!!!!!!!                                                | Nami Nanase                             |
| 2016  | Re:Zero − Starting Life in Another World                     | Crush Karsten                           |
| 2017  | Eromanga Sensei                                              | Sagiri's Mother                         |
| 2017  | Angel's 3Piece!                                              | Yuzuha Aigae                            |
| 2017  | Aho-Girl: Clueless Girl                                      | Kuroko Shīna                            |
| 2017  | Senki Zesshō Symphogear AXZ                                  | Miku Kohinata                           |
| 2017  | Kakegurui - Compulsive Gambler                               | Nanami Tsubomi                          |
| 2018  | A Certain Magical Index III                                  | Index                                   |
| 2018  | A Place Further than the Universe                            | Hinata Miyake                           |
| 2018  | Encouragement of Climb: Third Season                         | Aoi Yukimura                            |
| 2018  | Goblin Slayer                                                | Cow Girl                                |
| 2018  | Lostorage conflated WIXOSS                                   | Chinatsu Morikawa                       |
| 2019  | Ascendance of a Bookworm                                     | Myne                                    |
| 2019  | Fairy Gone                                                   | Patricia Pearl                          |
| 2019  | How Clumsy you are, Miss Ueno                                | Unogawa                                 |
| 2019  | Is It Wrong to Try to Pick Up Girls in a Dungeon? II         | Hitachi Chigusa                         |
| 2019  | Kemono Friends 2                                             | Chien domestique                        |
| 2019  | Phantasy Star Online 2: Episode Oracle                       | Tia                                     |
| 2019  | Senki Zesshō Symphogear XV                                   | Miku Kohinata                           |
| 2020  | Ascendance of a Bookworm Season 2                            | Myne                                    |
| 2020  | Goblin Slayer: Goblin's Crown                                | Cow Girl                                |
| 2020  | Is It Wrong to Try to Pick Up Girls in a Dungeon? III        | Hitachi Chigusa                         |
| 2022  | Delicious Party♡Precure                                      | Ran Hanamichi/Cure Yum-Yum              |

### Jeux vidéo
| Année | Titre                                                               | Rôle                          |
| ----- | ------------------------------------------------------------------- | ----------------------------- |
| 2004  | Crash Twinsanity                                                    | Nitros Oxide                  |
| 2005  | Cross World - The World of Etatia                                   | Tsukika                       |
| 2007  | Elsword                                                             | Lu                            |
| 2009  | Tokimeki Memorial 4                                                 | Fumiko Yanagi                 |
| 2009  | Muramasa: The Demon Blade                                           | Sayo                          |
| 2010  | Atelier Totori: The Adventurer of Arland                            | Mimi Houllier Von Schwarzlang |
| 2011  | Ore no Imōto ga Konna ni Kawaii Wake ga Nai                         |                               |
| 2011  | Senran Kagura Burst                                                 | Hibari                        |
| 2011  | Atelier Meruru: The Apprentice of Arland                            | Mimi Houllier Von Schwarzlang |
| 2012  | Phantasy Star Online 2                                              | Tea                           |
| 2013  | Chain Chronicle                                                     | Orca, Bonito, Connely         |
| 2013  | Counter-Strike Online 2Modèle:Year needed                           | Yuri                          |
| 2013  | Kantai Collection                                                   | 8 différents navires          |
| 2013  | Senran Kagura Shinovi Versus                                        | Hibari                        |
| 2014  | Etrian Odyssey Untold 2: The Fafnir Knight                          | Chloe                         |
| 2014  | Granblue Fantasy                                                    | Lily                          |
| 2014  | Senran Kagura 2 Deep Crimson                                        | Hibari                        |
| 2015  | Atelier Sophie: The Alchemist of the Mysterious Book                | Plachta                       |
| 2015  | Senran Kagura Estival Versus                                        | Hibari                        |
| 2015  | JoJo's Bizarre Adventure: Eyes of Heaven                            | Tsurugi Higashikata           |
| 2015  | Toaru Majutsu no IndexModèle:Year needed                            | Index                         |
| 2015  | Busou ShinkiModèle:Year needed                                      | Lirbiete                      |
| 2016  | Valkyrie Drive: Bhikkhuni                                           | Mirei Shikishima              |
| 2016  | Gundam Breaker 3                                                    | Misa                          |
| 2016  | Atelier Firis: The Alchemist and the Mysterious Journey             | Plachta                       |
| 2017  | Warriors All-Stars                                                  | Plachta                       |
| 2017  | Atelier Lydie & Suelle: The Alchemists and the Mysterious Paintings | Plachta                       |
| 2017  | Magia Record                                                        | Kirika Kure                   |
| 2017  | Kirara Fantasia                                                     | Suger                         |
| 2018  | Mega Man 11                                                         | Roll                          |
| 2018  | Azur Lane                                                           | IJN Kawakaze                  |
| 2018  | Crystar                                                             | Kokoro Fudōji                 |
| 2018  | Dragalia Lost                                                       | Lily                          |
| 2019  | Atelier Lulua: The Scion of Arland                                  | Mimi Houllier Von Schwarzlang |
| 2019  | Overhit                                                             | Colette                       |
| 2019  | Arknights                                                           | Hibiscus, Saria               |
| 2019  | Mahjong Soul                                                        | Mai Aihara                    |
| 2020  | Fate/Grand Order                                                    | Étrangère/Voyageuse           |
| 2020  | Fire Emblem Heroes                                                  | Triandra                      |
| 2022  | Goddess of Victory: Nikke                                           | Liter                         |